# Лукьянец, Иван Куприянович
Иван Куприянович Лукьянец (1902—1994) — советский казахстанский учёный и политический деятель. Кандидат исторических наук, доцент, Заслуженный деятель науки КазССР.
В 1930 году экстерном окончил в Москве Академию коммунистического воспитания, в 1932 году — аспирантуру при ней. По направлению ЦК ВКП(б) в Казахстане принимал участие в создании системы высшего образования. В 1940—1947 годах являлся ректором Казахского государственного университета им. С. М. Кирова. Во время Великой Отечественной войны под его руководством университет перешёл на сокращенную программу обучения и выполнял оборонные и народно-хозяйственные задания.
Являлся депутатом Верховного Совета Казахской ССР. В период с января 1947 года по 20 марта 1947 года исполнял обязанности Председателя Президиума Верховного Совета Казахской ССР.